# 頂
頂（簡体字：顶、拼音: dǐng）中国のインターネット用語。スレッドを先頭へ移すために、意味・無意味な内容を返信すること。偽倍角文字で「丁页」とも表記される。日本語スラングの「空age」に相当する。
「顶」・「丁页」は中国語圏のBBSやネットフォーラムには最も広く使われているネット用語の一つ。中国語圏のほとんどの掲示板には、「主題モード」では、あるスレッドに新しい返信が付けば、このスレッドは最も上の位置に上がる。逆に長期間返信がなければ、このスレッドは底に沈んでいく。そのため、特定のスレッドの注目を集めるため、あるいはスレッドの内容を宣伝するために、しばしば「顶」が行われる。しかしほとんどの「顶」自体には意味のある情報を含まず、別名「灌水」（水遣り）とも呼ばれる行為にあたるため、中国語圏のネットフォーラムでも歓迎されないことが多い。 

## 具体例
- 这帖子超强啊！不顶不行啊！（このスレは超すげー！アップしなければならないよな！）
- 三年前的老帖子被顶上来了啊？（三年前の古いスレがアップされたか？）